# دی‌سی علیه مارول
دی‌سی علیه مارول (به انگلیسی: DC versus Marvel Comics) عنوان یک مجموعه محدود کتاب کمیک آمریکایی است که در فاصله آوریل تا مه ۱۹۹۶ توسط دی‌سی کامیکس و مارول کامیکس منتشر شد. این سری توسط رون مارز و پیتر دیوید و کرت بوسیک به رشته تحریر درآمده است و طراحی آن به‌وسیلهٔ دن یورگنز و کلودیو کاستلینی صورت گرفته‌است.
این کمیک ها توسط هردو کمپانی (دی‌سی و مارول) تایید شده و معتبر بوده و توافقی بین هردو بوده.

## داستان
دو موجودیت الهی برادر(یین و یانگ) که تجسم دنیاهای دی‌سی و مارول به‌شمار می‌روند هر کدام از وجود دیگری آگاه می‌شوند. آن‌ها مبارزانی از دنیاهای خود انتخاب کرده تا باهم مبارزه کنند، هر دنیایی که پیروز شود دنیای بازنده را نابود می‌کند برای اینکه این اتفاق رخ ندهد اسپکتر از دی‌سی و لیوینگ ترایبیونال از مارول باهم متحد می‌شوند. در نتیجه این رویداد دنیاهای هر دو باهم ترکیب شده و دنیای آمالگام به‌وجود می‌آید که ترکیبی از قهرمان‌های هر دو دنیا است.
یازده نبرد بین دو جهان درگرفت. نتیجه نبردهای زیر توسط تیم خالق این مینی‌سریال مشخص شد که عبارت است از:
- آکوامن (دی‌سی) علیه نِیمور ساب-مارینر (مارول): آکوامن بعدبیرون اومدن ازآب یه نهنگ قاتل روفراخواند و نهنگ پرید روی نیمور ونیمور بیهوش شد، آکوامن پیروز شد.
- الکترا (مارول) علیه زن گربه‌ای (دی‌سی):الکترا شلاق زن گربه ای رابرید وزن گربه ای بر روی ساختمانی افتاد و بی هوش شد، الکترا پیروز شد.
- فلش (دی‌سی) علیه کوئیک سیلور (مارول): فلش بوسیله اسپیدفورس پیروز شد.
- رابین (دی‌سی) علیه جوبیله (مارول): رابین توسط تجهیزاتش یک تله برای جوبیله گزاشت رابین پیروز شد!
- موج سوارنقره ای (مارول) علیه فانوس سبز (دی‌سی) : درابتدا فانوس سبز حمله هجومی به موج سوار کرد اما او تمام حمله هارا دفع کرد زمانی که موج سوار میخواست یه ضربه به فانوس سبز بزند او یه سپر درست کرده و دفاع کرد درنهایت انفجار بزرگی که رخ داد فانوس سبز بیهوش شد و موج سوار نقره ای پیروز شد.
- ثور (مارول) علیه کاپیتان مارول (دی‌سی) : ثور این نبرد زمانی تمام کرد که شزم مجبور شد به همزاد خود بیلی بتسون تبدیل شود، بیلی سعی کرد یکبار دیگر به کاپیتان مارول تبدیل شود اما ثور با استفاده از میولنیر جلوی آذرخشی که اورا تبدیل به کاپیتان مارول میکردرو گرفت درنتیجه ضربع بیلی ازحال رفت، ثور پیروز شد.
- نتیجه ۵ نبرد زیر توسط رای گیری خوانندگان مشخص شد:
- سوپرمن (دی‌سی) علیه هالک (مارول) : با مشت های مرگبار و پرتو گرما، سوپرمن درنهایت پیروز شد،(برطبق کمیک مرگ وبازگشت سوپرمن ، سوپرمن هنوزدراین کراس اوور کاملا نیروی خودرا بدست نیاورده بود)
- مردعنکبوتی (مارول) علیه سوپربوی (دی‌سی) : مردعنکبوتی به کمک حواص عنکبوتی که داشت، سعی کرد با ضربه تار و استفاده از ولتاژ بالا سوپربوی را دچار برق گرفتگی کند، مرد عنکبوتی پیروز شد.
- بتمن (دی‌سی) علیه کاپیتان آمریکا (مارول): پس از نبرد سختی که ساعت‌ها به‌طول انجامید، بتمن مبارزه رابه فاضلاب کشاند وبااستفاده ازbatarangوهنرهای رزمی درحال پیروز شدن بودوکاپیتان آمریکا نیزدرحال باختن بود، با فعال شدن سیستم فاضلاب بتمن یه batarang به سرکاپیتان آمریکازد وکاپیتان آمریکا را بیهوش درون فاضلاب انداخت بتمن می‌توانست بگذارد کاپیتان آمریکا درآب غرق شود، اما به کمک او رفته ونجاتش داد، بتمن پیروز شد.
- وُلورین (مارول) علیه لوبو (دی‌سی):جنگ وحشیانه ای درگرفت که درنهایت وُلورین درگوشه ای چنگال‌های خودرادرون بدن لوبو فروکرد ولوبو بی هوش شد، وُلورین پیروز شد.
- استورم (مارول) علیه واندر وومن (دی‌سی): بعد از اینکه واندر وومن چکش ثور را به زمین گذاشت، به جنگ با استورم بدون میولنیر رفت درنهایت استورم با زدن ضربات پی در پی آذرخش به دایانا پیروز شد.
- نبردهای فرعی:
- آواتار دارک ساید(دی سی) علیه تانوس (مارول): بعدگفتگویی کوتاه این نبرد با یورش بردن بعضی از قهرمانان دی سی به تانوس و مارول به دارک ساید شروع شد درآخر تانوس بعداز شکست دادن لوبو وکاپیتان مارول/شزم ودارک ساید بعد ازشکست دادن ثورباهم روبه شدن که درنهایت باکشته شدن تانوس توسط دارک ساید به پایان رسید، دارک ساید پیروزشد، (دارک ساید دستکش ابدیت تانوس را نیز از آن خود کرد، این کار را درکمیک لیگ عدالت/انتقام جویان انجام داد).
- کاپیتال آمریکا(مارول) علیه بین (دی سی):دراین نبرد زمانی که بین می‌خواست مشتی به به کاپیتان بزندکاپیتان باسپرخود دفاع کرد، کاپیتان سپرش را پرتاب کرد اما بین بایک واکنش جاخالی داد، زمانی که بین کاپیتان را بلند کرد و می‌خواست کمرش را بشکند ناگهان سپربرگشته ومحکم به سربین برخورد کرده وبین بی هوش برزمین افتاد، کاپیتان آمریکا پیروزشد.
- سوپرمن به راحتی جاگرنات روشکست داد.
- دارک‌ساید، ثور رو زد.
- تانوس، واندروومن رو زد.

° نکته: سوپرمن و واندر وومن توانستند پتک ثور را بلند کنند. البته زمانی که سوپرمن پتک ثور را بلند کرد، به میولنیر نیازداشت، او درکمیک لیگ عدالت/انتقام جویان پتک را بلند کرد.

## نبرد جادوگران
•دکترفیت(کنت نلسون)(دی‌سی)علیه دکتراسترنج(مارول): دکترفیت باجادوی خود شوک و وحشت بزرگی به دکتر استرنج  وارد کرد درنتیجه تکان شدیدی که به زمین وارد کرد دکتراسترنج فهمید که درحد دکترفیت نیست،دکترفیت پیروز شد.
•زاتانا(دی‌سی) علیه دکتراسترنج(مارول): درنبردسختی که که بین این ۲نفر درگرفت درنهایت زاتانا حلقه ای از جادو دور دکتراسترنج ایجاد کرد ودکتراسترنج نتوانست از جادوی خود استفاده کند،زاتانا به اوگفت:من نیامدم که شاگرد توباشم من آمدم تا مقام و جایگاه تورا بگیرم،زاتانا پیروز شد.
•زاتانا(دی‌سی) علیه اسکارلت ویچ(مارول): درنبرد سختی که بین این۲نفر گرفت،درنهایت زاتانا موفق شد دستها وپاهای اسکارلت ویچ رابا جادو زندانی کند،زاتانا پیروز شد.(زاتانا بعدازاین نبرد لقب شکارچی ساحره رو گرفت.)

## آنلیمیتد اکسس
دراین کراس اوور لیگ عدالت، انتقام جویان، مردان ایکس وچنتاازاعضای تایتان‌ها باهم جلوی نقشهٔ دارک ساید رو میگیرن! نبردهای این کراس اوور:(این کمیک توسط تیم خالقش نوشته شده و هیچ رای‌گیری درآن صورت نگرفته)
- واندر وومن ،جاگرنات رو شکست داد.
- اسپایدرمن، مانتیس رو شکست داد.
- نبرد گرین‌لنترن و هالک ناتمام ماند.
- آنت‌من بایه غافلگیری فلش رو زد.
- بلک‌کنری ،آنت‌من روزد.
- واسپ ، بلک کنری را زد.
- مارشن من هانتر ،ثور رو کتک زد.
- نبرد آکوامن و کاپیتان آمریکا ناتمام ماند.
- نبرد گرین‌لنترن و آیرون‌من ناتمام ماند.
- سوپرمن آبی (سوپرمن معمولی که منشاقدرت هایش تغییر کرده و الکتریکی شده)اعضای انتقام جویان و لیگ عدالت رو با توانایی های الکتریکی خود متوقف کردوباشوک دادن بهشون اونهارو گیج کرد وبهشون آسیب زد.
- رابین، هامرسوپریور رو شکست داد.
- واندرگرل ،اسکارلت‌ویچ رو زد.
- سوپربوی ،دندان‌خنجری رو زد.
- میستیک بایه غافلگیری واندرگرل رو زد.
- دارک‌ساید به راحتی مگنیتو راشکست داد و مردان ایکس را برگرداند.

درنهایت این نبردکه تمام شد، دارک ساید با میل وخواست خود اکسس راترک کرد،اما درقبل از رفتن گفت که روزی برمیگردد!

## کراس اوورهای ۲نفره
- سوپرمن(دی سی) علیه مردعنکبوتی شگفت‌انگیز (مارول):لکس لوتور ودکتراختاپوس مردعنکبوتی رابا یک اسلحه زدنند مردعنکبوتی بادیدن سوپرمن به جنگ اورفت، و پرتوهای خورشیدقرمز رانیز داشت اما درنهایت سوپرمن فقط با باد مشت خود پیروز شد، بعدازاین مردعنکبوتی چندین مشت به سوپرمن زد اما مشت هاروی سوپرمن اثری نداشت وفقط دست‌های مردعنکبوتی زخمی شد، آنها درنهایت باهم متحد شدندتا جلوی لکس لوتور و دکتراختاپوس رابگیرند.[۴]این دوشخصیت کراس اوور دیگری هم دارند.[۵]
- بتمن(دی سی) علیه هالک (مارول):بعدازاینکه جوکر اسلحه گاما رادزدید بروس بنرخشمگین وتبدیل به هالک شد، جوکر بتمن رامتقاعد کرد که هالک اکنون دشمن هردو است وهمچنین هالک را متقاعد کرد که بتمن دشمن اوست، بتمن به مبارزه با هالک پرداخت اماجوکربا اسلحه فرار کرد، بتمن گازی مخصوص رابه طرف هالک انداخت، هالک تمام آن گازرا تنفس کرده در دهان خود نگه داشت بتمن هم با یک ضربه به شکم هالک اورا بی هوش کرده شکست داد، بعد ازاین ماجرا درنهایت بتمن و هالک دوباره باهم مبارزه کردند که اینبار یه پارکینگ برروی هالک فرو ریخت زمانی که هالک از آوار بیرون آمد پی برد که جوکر مقصراست وبابتمن متحد شد تاجلوی جوکر را بگیرند.[۶]
- بتمن(دی سی) علیه پانیشر (مارول):زمانی که فرانک پابه گاتهام گذاشت ودرصدد کشتن جیگساو آمد دراولین نبرد بتمن فرانک رادر ساختمان شکست داده وفرانک فرار کرد، درنهایت زمانی که هردو برای دستگیر کردن جوکر وجیگساو رفته بودند بتمن جیگساو رادستگیر کرد زمانی که فرانک برای کشتن جوکر رفته بود، بتمن آمده وجلوی اورا می‌گیرد، فرانک دوباره بابتمن مبارزه کرد امااینبارهم به راحتی شکست خورد، بتمن به او گفت که ازگاتهام برو و دیگه برنگرد، بتمن جوکر را دستگیر کرد وفرانک نیز ازگاتهام رفت.[۷]

تروفرم/فرم‌
واقعی دارک ساید (دی سی) علیه گالاکتوس (مارول): گالاکتوس باکمک موج سوارنقره ای به سیاره آپوکالیپس دارک ساید حمله کرد پس از نبرد سختی که بین آن‌ها درگرفت درنهایت نبردآن‌ها به نتیجه ای نرسید و گالاکتوس فهمید که هیچ آپوکالیپس هیچ انرژی ندارد و آن سیاره راترک کرد.
سوپرمن (دی سی) علیه هالک شگفت‌انگیز (مارول):'برای دومین بار'=زمانی که هالک خشمگین شده ودرحال آشوب درشهر وخوردن غذا بود سوپرمن فهمیده وخود رابه او می‌رساند سوپرمن خواست بااو حرف بزند هالک زمانی که می‌خواست مشتی به سوپرمن بزند اوجاخالی داد هالک بامشتی دیگر سوپرمن را پرتاب کرد سوپرمن هم ازپشت هالک را گرفت اما هالک او را به فضا پرتاب کرد هالک از آنجا دورشد سوپرمن سریعاً به آنجا آمده ودرحال نجات دادن مردم بود بعداینکار سوپرمن به پیداکردن هالک پرداخت بعدازمدتی بنر و دوستش به ماشین اون زن رسیدن بنر دوباره تبدیل به هالک شد و اون زن را گرفت اما قبل آنکه به او آسیب برساند ناگهان ربات هالک مانند لکس به او حمله می‌کند هالک به راحتی ربات را نابود می‌کند، ناگهان سوپرمن آمده و مشتی محکم به هالک می‌زند واو راگرفته وبه درون کوهی پرتاب می‌کند وپایش را گرفته درهوا چرخانده ودوباره هالک را پرتاب می‌کند، سوپرمن اون زن رو رابه مکانی امن می‌برد هلی کوپتر آمده ولویس را نجات می‌دهد، سوپرمن به مبارزه باهالک می‌رود، هالک میخ‌های بزرگی رادر دهان گذاشته وبه طرف سوپرمن پرتاب می‌کند، هالک پریده وسوپرمن رامیگیرد اما سوپرمن روی برگردانده واو هالک را گرفت ارتش رسیده و شروع به تیراندازی به طرف هردو کرد سوپرمن هالک رابر روی ماشین ارشتی انداخت هالک بلند شده وموشک‌های ارتشی راگرفته وبه سمت سوپرمن پرتاب کرد سوپرمن همهٔ آنها را جاخالی داده وبا مشتی محکم دوباره هالک را به درون کوه پرتاب کرد، هالک بیرون آمد سوپرمن هم به طرف اورفته و خواستار صحبت بااو شد اما سربازان و لکس اسلحهٔ لکس را آورده وباآن به سمت هردو شلیک کردند، سوپرمن با دست‌هایش هالک رابه سمت اسلحه پرتاب کرد واسلحه نابود شد درنتیجه لکس فرارکرده وهالک تبدیل به دکتربنر می‌شود. (نبرد ناتمام موند، اماسوپرمن درحال پیروزشدن بود).
سوپرمن (دی سی) علیه هالک (مارول): 'برای سومین بار' هالک درحال آشوب درشهر بود که سوپرمن می‌آید، هالک سنگی رابه طرف سوپرمن پرتاب کرد ولی سوپرمن بامشت سنگ را خرد کرد، هالک به سمت سوپرمن یورش برد اما سوپرمن اورا گرفته و پرتاب کرد، سوپرمن درحال کناردادن سنگها برای پیدا کردن هالک بود ناگهان هالک مشتی به سوپرمن زد واورا پرتاب کرد، سوپرمن دوباره آمده و جلوی هالک ایستاد هالک مشتی به سوپرمن زد اما اثری برروی سوپرمن نداشت، هالک دو مشت دیگرهم زد اما هیچ‌کدام اثری روی سوپرمن نداشتند وسوپرمن دستگاه کوچکی که کنار گوش هالک بود را گرفته و باپرتو گرما نابود کرد هالک به حالت دکتربنر برگشت. (سوپرمن پیروزشد).
مرد عنکبوتی (مارول) علیه واندر وومن (دی سی):این نبرد درنهایت با حواس‌پرت کردن واندر وومن توسط مردعنکبوتی وشلیک سربازان به سمت واندر وومن و بیهوش شدن واندروومن پایان یافت.
بتمن و مردعنکبوتی (دی سی و مارول) علیه جوکر و کارنیج (دی سی و مارول):دراولین نبرد بتمن کارنیج را غافلگیر کرده واورا شکست می‌دهد کارنیج هم پابه فرار می‌گذارد، درنهایت درمبارزه آخر بتمن دوباره کارنیج راشکست داده و مردعنکبوتی هم جوکر را دستگیرمیکند. این دوشخصیت کراس اووردیگری هم دارند که درآن باهم متحدهستند.
بتمن (دی‌سی) علیه پانیشر (مارول):'برای دومین بار' دراین نبرد زمانی که آنها جیگساو را دستگیر کردند، بتمن می‌خواست فرانک را نیزدستگیر کند، بعدازنبردی که بین آنها درگرفت بتمن به راحتی فرانک راشکست داد، زمانی که بتمن درحال آمدن برای دستگیر کردن او بود، فرانک یک نارنجک گازی را به سمت بتمن پرتاب کردن و سریعاً از آنجا فرار کرد، جوکر هم نیز ازآنجا فرار کرد.
بتمن (دی‌سی) علیه دردویل (مارول): دراولین رویارویی بتمن، دردویل را غافلگیر کرده اما او جاخالی داد بتمن ۲ عدد batarang به سمت دردویل پرتاب کرد اما او بادست آنهارا گرفت بتمن سریعاً دویده ویه ضربه پا به صورت دردویل زد، دردویل بعد بلند شدن ضربه‌های بتمن را جاخالی داد اما بتمن بادستهایش گردن دردویل راگرفت، درنهایت با پیشنهاد دردویل آنها باهم متحد شدند. این دوشخصیت یک کراس اوور دیگر هم دارند که باهم متحد هستند.
بتمن (دی‌سی) و کاپیتان آمریکا (مارول) یک کراس اوور دارند که باهم متحد هستند
سوپرمن/چهارشگفت انگیز:دراین کمیک گالاکتوس که چندین سیاره باانرژی بالاگرفته، بسیارقدرتمند شده زمانی که دستگاه چهارشگفت انگیز اشتباه می‌کند وبه سمت فرانکلین شلیک می‌کند سوپرمن خودرا جلوی فرانکلین می‌اندازد و وقتی که نیروی دستگاه به سوپرمن برخورد می‌کند، تینگ سریعاً می‌آید ودستگاه را خراب می‌کند اما قبل از آن هومان‌توچ با نیروی آتش خود به دستگاه می‌زد که باعث ترکیب این ۲نیرو می‌شود، وگالاکتوس هم ازفرصت استفاده می‌کند، دراثراین واکنش سوپرمن به رنگ طلایی (سوپرمن پرایم یک میلیون نمی‌باشد) درمی آید، که قدرت‌های کیهانی نیز دارد به خدمت گالاکتوس درمی آید، درنهایت که چهار شگفت‌انگیز وسایبورگ‌سوپرمن با گالاکتوس درگیر شدند توسط سوپرمن طلایی شکست خوردند و عقب‌نشینی می‌کنند، بعدازآن درنهایت دوباره به جنگ باگالاکتوس می‌روند، اما اینبار سوپرمن طلایی نیز به حقیقت پی می‌برد وعلیه گالاکتوس می‌شود اماقبل اینکه بتواند کاری انجام دهد گالاکتوس او را می‌زند، سوپرمن طلایی به حالت قبل خودبازمیگردد وگالاکتوس دیگربر روی او تسلط ندارد، سوپرمن به کمک چهارشگفت انگیزو سوپرمن‌سایبورگ می‌رود ومشتی به گالاکتوس می‌زند وکمی گالاکتوس راعقب می‌راند، سوپرمن گالاکتوس را تهدید می‌کند وبه او می‌گوید که:این دنیا رو ترک کن یاتمام انرژی خودتو ازدست میدی، درنهایت آنهابه کمک گالاکتوس دستگاه را بازسازی می‌کنند، چهارشگفت‌انگیز وسوپرمن میفهمندکه‌همه‌چیزتقصیر سوپرمن سایبورگ است، سوپرمن‌سایبورگ ازفرصت استفاده کرده ازگالاکتوس می‌خواهد که به اوقدرت بدهدو تحت فرمان اوباشد اما گالاکتوس اورااز بین می‌برد وبه چیزی که می‌خواهد تبدیل می‌کند گالاکتوس هم بعدازاینکه سوپرمن اورا تهدید کرد آنجا را ترک می‌کند، درآخر سوپرمن شنل خودرا به فرانکلین هدیه می‌دهد وباخداحافظی از چهارشگفت انگیزازآنجا می‌رود.
فانوی سبز/موج سوارنقره ای:این دونفر دراین کمیک باهم متحد هستند تا جلوی تانوس را بگیرند.
سوپرمن/موج‌سوارنقره ای:
دراین کراس اوور سوپرمن با ایمپاسیبل من (مارول) جنگید که نبردشان ناتمام ماند، همپنین مسترمیکسیزپیتلیک و ایمپاسیبل‌من باهم جنگیدن که بعدش باهم آشتی کردن، سوپرمن و موج سوارنقره ای دراین کراس اوور باهم متحد بودند.

## کمیک‌های لیگ عدالت/انتقام جویان
JLA.AVENGERS
- لیگ عدالت (دی سی) علیه انتقام جویان (مارول):(این کمیک توسط تیم خالقش نوشته شده وهیچ رای‌گیری درآن صورت نگرفته)

° سوپرمن(دی سی) علیه ثور (مارول):در اولین رویارویی این دوگروه دردنیای دیسی زمانی که سوپرمن درحال صحبت کردن با کاپیتان آمریکا بود ثور بایه غافلگیری وبا میولنیر سوپرمن رابه درون یک ساختمان پرتاب میکند اما سوپرمن بلند شده وبامارشن منهانتر بایه مشت ثور رو میزنند بعدسوپرمن رفته ونبردسوپرمن وثور دراینجا برابر میشود بعدا ثور با یه صاعقه تنها مارشن منهاتر رو میزنه درادامه زمانی که سوپرمن وفلش درحال حمله کردن به سمت ثور و مردآهنی بودند اسکارلت ویچ میگوید که جای بقیه نشان هارا میداند و انتقام جویان را تلپورت کرده وانتقام جویان ازمیدان جنگ فرار میکنند در ادامه در دنیای مارول سوپرمن(که ضعیف بود) و ثور روبه روی هم قرار گرفتند، زمانی که ثور قصد داشت با میولنیر سوپرمن را بزند، سوپرمن بایک واکنش سریع جاخالی داد و مشتی محکم به ثور زد، ثور هم درجواب مشتی محکم به سوپرمن زد وبارعدوبرق جادویی که به سوپرمن زد اورا پرتاب کرداما سوپرمن دربرابر جادوی اون مقاومت کرد، سوپرمن نیز باپرتو گرما سعی کرد ثور راشکست بدهد و همچنان باپرتوگرما درحال زدن ثور بود، ثوردرحالی که مقاومت می‌کرد ناگهان باتمام قدرت وعصبانیت به سمت سوپرمن دوید سعی داشت بامیولنیر سوپرمن رابزند، اما ناگهان سوپرمن بادست جلوی ضربه میولنیر راگرفت، ثور از اینکه سوپرمن توانست میولنیر را بادستانش بگیرد حیرت‌زده شد، ناگهان سوپرمن بامشتی محکم ثور را نقش برزمین کرده وثور بیهوش شد، سوپرمن پیروزشد. (این نبرد درجهان مارول اتفاق افتاد و وسوپرمن درحال درجهان مارول ضعیف بود همچنین طلسم لیاقت روب میولنیر بوده، برنده نبرد این دو ابرقهرمان توسط نویسنده این کمیک ینی کرت بوسیک مشخص شده و هیچ رای‌گیری توسط طرفدارا صورت نگرفته)این موضوع که سوپرمن بسیار قویتر ازثور است توسط نویسنده دن جورگنز تایید شده وحتی نویسنده خود کراس اوور کرت بوسیک تایید کرده که خود کمپانی مارول و دیسی به همراه تمام تیم خالق این مجموعه قبول کردند که سوپرمن بسیار قویتر از ثور است و پیروز است.
°هاکای و مردآهنی (مارول) علیه کاپیتان اتم و گرین اررو (دی سی):زمان که هاکای و مردآهنی به اسمال ویل رفتند تا مکعب باستانی را بازگردانند اول به کاپیتان اتم بخورد کردند، وباهم اورا شکست دادند بعدباهم گرین اررو را شکست دادند و مکعب راگرفته و بازگشتند.
°بتمن (دی سی) علیه کاپیتان آمریکا (مارول):'برای دومین بار': نتیجه این نبرد برابر شد، بتمن وکاپیتان آمریکا درنهایت باهم متحد شدند. (نبرد ناتمام ماند)
°واندر وومن، هرکول (مارول) راشکست داد.
°واندر وومن، آنت‌من را شکست داد.
° کاپیتان اتم و فوتون هردو باغافیلگیری همدیگر را زدند.
° واندر وومن، واندرمن را کتک زد.
°مارشن‌من‌هانتر، آنت‌من و واسپ رو شکست داد.
°سوپرمن به راحتی کارول دنورز را شکست داد.
°سوپرمن به راحتی واندرمن (مارول) را شکست داد.
°کوئیک سیلور، هاوک من را شکست داد.
°هالک‌دخت، آکوامن(اورین) را کتک زده وعقب راند.
°بلک کنری، کوئیک سیلور راباقدرت canary cry شکست داد.
° آیرون‌من بایک غافلگیری سریع واندروومن و گرین لنترن رو عقب راند.
° اسکارلت ویچ، بلک کنری را شکست داد.
° کوئیک سیلور، هاوک‌من را شکست داد.
°واسپ و آنت‌من به کمک هرکول (مارول)، واندر وومن را شکست دادند.
° فلش، هاکای رو شکست داد.
° واندروومن،کواسار(مارول)راشکست داد.
°گرین لنترن، دریونیورس خودش، فوتون را به دام انداخت، اما دریونیورس مارول برابر بودند.
°فایراستورم و ردتورنادو، ثور و ویژن را زدند.
°آکوامن با فراخواندن یک هیولای دریایی هالک‌دخت، آیرون‌من، هرکول، واندرمن (مارول)، ویژن را غافلگیرکرده وشکست داد.
°زاتانا جادوی هرج ومرج وارتباط ذهنی اسکارلت‌ویچ را خنثی کردوحمله ذهنی باجادو به اوکرد، اما قبل ازاینکه خود واندا را بگیرد، واندا باقدرت دورنوردی اش سریعاً فرار کردو بیهوش شد،زاتانا پیروز شد.
°کرونا، گرندمستر و گالاکتوس را شکست داد.
°چندین نبرد دیگر دراین کمیک ناتمام ماند به این خاطر که آن‌ها بعدبا هم متحد شدند، تا جلوی دشمنی به نام کرونا را بگیرند.
°پانوشت این کمیک: فلش ۲ بار دریونیورس خودش کوئیک سیلور را شکست داده وسریعتر بود، اما کوئیک‌سیلور ۱ بار در یونیورس خودش توانست از فلش جلو بزند. اما درنهایت مبارزه این دوگروه علیه کرونا ،فلش سریعتربود و نقش موثرتری را درپیروزی داشت. گرین‌اررو و هاکای دوباره باهم رودررو شدند که اینبار گرین‌اررو درحال پیروز شدن بود، دارک‌ساید دستکش ابدیت تانوس را گرفت اما فهمید که دستکش و سنگ‌های ابدیت تنها بر روی شخصیت هاو دنیای مارول اثر می‌کند وهیچ اثری بروی دنیای دی سی وشخصیت‌هایش ندارد، درنتیجه دارک‌ساید دستکش را دور انداخت وگفت:فقط دارم وقتم رو تلف می‌کنم!
°مهمترین اتفاق این کمیک لیگ عدالت در یونیورس خودش انتقام جویان راشکست داد و انتقام جویان نیز در یونیورس خودش بالیگ عدالت برابر بود اما درنهایت باهم متحد شدندوبر علیه کرونا شدند.
°دراین کمیک بسیاری ازشخصیت‌های دی‌سی و مارول حضور داشتند.

## دی‌سی/مارول:تمام اکسس
DC/MARVEL:ALL ACCESS
(این کمیک توسط تیم خالقش نوشته شده وهیچ رای‌گیری صورت نگرفته) این کمیک ادامهٔ کمیک دی سی علیه مارول است.
- سوپرمن و مردعنکبوتی (دی سی ومارول) علیه ونوم (مارول): زمانی که ونوم به صورت اتفاقی (به خاطر اکسس) به متروپلیس آمد شروع به آشوب و خرابکاری کرد، ونوم یک زن راگروگان گرفت اما قبل ازآنکه به اوآسیب برساند سوپرمن آمده و ونوم راگرفت وپرتاب کرد ودرحال زدن ونوم بود سوپرمن به آن زن گفت که ازآنجابرود، ناگهان ونوم باتارهایی که به صورت سوپرمن زد جلوی دید اورا گرفت ونوم مشتی به سوپرمن زد وشنل اورا گرفت وپرتابش کرد، ودوباره آن زن راگروگان گرفت، سوپرمن باپرتو گرما تارهای ونوم راازبین برد، اکسس به سوپرمن گفت که من می‌توانم همه چیزرا درست کنم اما سوپرمن به جنگ ونوم رفت، ونوم آن زن رابه بالای یک ساختمان برد، سوپرمن به ونوم گفت که بزار اون زن بره، ناگهان اکسس ازفرصت استفاده کرده وآن زن رانجات داد، ناگهان سوپرمن مشتی به ونوم زد، ونوم هم درجواب مشتی به سوپرمن زد اما سوپرمن اورا گرفته و به پایین پرتاب کرد، ونوم دوباره به اکسس برخورد وسعی کرد اورا بکشد، اما سوپرمن بامشتی محکم اورا پرتاب کرد ونوم هم درجواب مشتی به سوپرمن زد و انگل خود رادر دهان سوپرمن ریخت، ناگهان اکسس مردعنکبوتی را آورد و مردعنکبوتی بایک حرکت پایش ونوم را عقب راند، سوپرمن انگل ونوم را از بدنش خارج کرد، بعدازگوفتگویی خیلی کوتاه بین این سه نفر، سوپرمن و مردعنکبوتی به دنبال ونوم رفتند، ناگهان ونوم مردعنکبوتی را گرفت ودرحال زدن او بود، سوپرمن آهنی بزرگی راگرفت امابا اکسس روبه رو شد، اکسس گفت که میتواند مشکل را حل کند، سوپرمن بعداز دادن شنل به اکسس به کمک مردعنکبوتی رفت، ونوم درحال زدن مردعنکبوتی بود اما سوپرمن مانع شد، ناگهان اکسس آمد وبا یک اسلحه صوتی امواجی رابه سمت ونوم زد وانگل ونوم را از بدن اِدی خارج کرد، ومردعنکبوتی اِدی رابه دنیای خودش برگرداند. (برطبق کمیک مرگ وبازگشت سوپرمن:سوپرمن دراین کراس اوور هنوز کاملاً نیروی خود را بدست نیاورده بود واکسس گفت که سوپرمن نمیخواسته به ونوم صدمه بزنه)
- رابین و جوبیلی باهم دوچهره رو شکست دادند.
- بتمن (دی سی) علیه اسکورپین (مارول، مردان ایکس): زمانی که اسکورپین به رابین وجوبیله حمله کرد ناگهان بتمن آمد، اسکورپین زهری به طرف بتمن پرتاب کرد اما بتمن باشنل خود جلوی زهر را گرفت، بتمن یک batarang به سمت سر اسکورپین پرتاب کرد وبا یک مشت او را بیهوش کرد. (بتمن پیروز شد)
- لیگ عدالت (دی سی) علیه مردان ایکس (مارول):

نتیجه نبرد هاپایین:
° بتمن باجهشی سریع شخصیت‌های اسکات، بیشاپ و کنون‌بال را زد و استورم را عقب راند درنهایت جین گری اورا متوقف کرد.
°واندر وومن (دی سی) علیه استورم (مارول):'برای دومین بار':استورم دوباره سعی کرد باآذرخش واندر وومن را بزند اما واندر وومن تمام آذرخش هارا جاخالی داد درنهایت واندر وومن باکمند حقیقت اورا گرفته وبه ساختمانی کوبید زمانی استورم درحال افتادن بود واندر وومن دست اورا گرفته و نجاتش داد،واندروومن پیروز شد.
° بیشاپ بایک غافلگیری توانست مارشن من هانتر را شکست دهد.
°فانوس سبز با آیس‌من وبی شاپ مبارزه کرد. (نبرد برابر بود)
°آکوامن و کنون‌بال باهم مبارزه کردند و برابر شدند. (نبرد نیمه تمام ماند)
°فلش به راحتی بی‌شاپ را شکست داد.
°بتمن، اسکات را ازپشت گرفت اما اسکات خود را آزاد کرده و با پرتو گرما به بتمن ضربه زدو اورا عقب راند، اما مارشن من هانتر آمده و اسکات را شکست داد.
°سوپرمن (دی سی) علیه جین گری (مارول): جین گری یک سپر ایجاد کرد سوپرمن درحال مشت زدن به آن سپر بود اما وقتی که جین شوهرش ینی اسکات رادید که زمین افتاده ازجنگیدن منصرف شده وبه پیش شوهرش رفت، سوپرمن هم ازحمله کردن به او امتنا کرد. (نبرد ناتمام ماند)
°درنهایت این نبرد این دوگروه توسط دکتراسترنج‌فیت باهم ترکیب شدن، وبه کمک اکسس سعی کردند این اتفاق را درست کنند و…

## مردان ایکس و تایتان‌های جوان
THE UNCANNY X-MEN AND THE NEW TEENTITANS
در این کمیک مردان ایکس و تایتان هاباهم متحد می‌شوند تا جلوی دارک ساید رو بگیرند و. (فقط چندنبرد کوتاه دراین کمیک اتفاق افتاده که به شرح زیراست):(این کمیک توسط تیم خالقش نوشته شده وهیچ رای‌گیری درآن صورت نگرفته)
- ولورین به راحتی توانست دث‌استروک را شکست دهد.
- دث‌استروک بایک جاخالی کلوسوس را پرتاب کرد.
- بعداز اینکه جین‌گری (دارک فانیکس) توسط ریون خودش رو پیدا کرد و آواتار دارک‌ساید دیگربر روی اون تسلط نداشت بانیروی فانیکس فورس آواتار دارک‌ساید رو به سیارش (آپوکالیپس) برگرداند.
- دث‌استروک بایک شلیک ولورین راعقب راند.
- نیروی فانیکس فورس(جین‌گری) و دارک ریون(ریون) ۲بار باهم برخوردکردند دراولین بارنامعلوم ماند اما در نبرد دوم ریون به کمک نیروی دارک ریون توانست فانیکس فورس را خنثی کند واز آسیب رسیدن به پروفسورایکس جلوگیری کرد، اینکار ریون باعث ازبین رفتن تسلط دارک‌ساید بر جین‌گری شد.